# BBC Pacific Quay
BBC Pacific Quay és el complex televisiu i radiofònic de BBC Scotland, i està situat a Pacific Quay, Glasgow. Inaugurat pel llavors primer ministre Gordon Brown l'agost del 2007, els estudis són el centre de la televisió, la ràdio i els serveis virtuals de BBC Scotland, així com la seu de la BBC a Escòcia.
Els estudis es troben al costat del Glasgow Science Centre, i a l'altra banda del riu del Scottish Exhibition and Conference Centre. També estan molt a prop de la cadena comercial STV. El nou edifici és un dels més moderns, avançats i amb tecnologia televisiva digital del món, i es completa amb la primera redacció de la BBC amb capacitat HD.
El complex també conté 6 estudis de ràdio, que utilitzen, entre d'altres BBC Radio Scotland i BBC Radio nan Gàidheal.

## L'edifici
El projecte de 72 milions de lliures a la vora del riu Clyde a Glasgow va ser dissenyat per Chipperfield Architects, encara que Keppie Architects en va agafar les regnes a finals de 2004. És l'espai més gran d'enregistrament televisiu que s'ha construït mai a Escòcia i té una àrea de 782 m², amb una grada retràctil amb capacitat per 320 espectadors, encara que l'estudi té capacitat màxima per asseure 338 persones. L'Estudi A, on s'enregistren molts espectacles en prime time, és l'estudi més gran de televisió de tot el Regne Unit fora de Londres.

## Programació de l'estudi
| Programa                   | Estudi | Presentador                                         | Canal                               |
| -------------------------- | ------ | --------------------------------------------------- | ----------------------------------- |
| Jet Set 2012               | A      | Eamon Holmes                                        | BBC One                             |
| A Question of Genius       | A      | Kirsty Wark                                         | BBC Two                             |
| The Review Show            | A      | Kirsty Wark                                         | BBC Two                             |
| The Kids Are All Right     | A      | John Barrowman                                      | BBC One                             |
| Hole in the Wall           | A      | Anton du Beke, Joe Swash i Austin Healy             | BBC One BBC HD                      |
| The Old Guys               | A      | Jane Asher, Roger Lloyd-Pack and Clive Swift        | BBC One                             |
| This Time Tomorrow         | A      | Tess Daly                                           | BBC One                             |
| Children in Need           | A      | Jackie Bird, Des Clarke & Nicky Campbell            | BBC One Scotland                    |
| Hogmanay Live              | A      | Jackie Bird                                         | BBC One Scotland                    |
| Postcode Challenge         | A      | Carol Smillie                                       | STV                                 |
| Carrie and David's Popshop | A      | Carrie Grant and David Grant                        | CBeebies                            |
| Eggheads                   | A      | Dermot Murnaghan & Jeremy Vine                      | BBC Two                             |
| Dè a-nis?                  | B      | Siobhan MacInnes, Calum MacAulay & Eilidh MacLennan | BBC Alba / BBC Two Scotland         |
| The Culture Show           | B      | Lauren Laverne & Mark Kermode                       | BBC Two                             |
| Barail Bhoireannach        | B      | Cathy MacDonald                                     | STV                                 |
| Sportscene                 | B      | Dougie Donnelly, Stuart Cosgrove & Richard Gordon   | BBC One Scotland / BBC Two Scotland |
| Reporting Scotland         | C      | Jackie Bird & Sally Magnusson                       | BBC One Scotland                    |
| Newsnight Scotland         | C      | Gordon Brewer, Glenn Campbell & Sally Magnusson     | BBC Two Scotland                    |
| Sportscene Results         | C      | David Currie & Jonathan Sutherland                  | BBC One Scotland / BBC Two Scotland |
| The Politics Show Scotland | C      | Glenn Campbell                                      | BBC One Scotland                    |
| The Weakest Link           | A      | Anne Robinson                                       | BBC One                             |
| An Là                      | C      | Iain MacLean, Angela MacLean                        | BBC Alba                            |